# Gerrit Willem Kastein
Gerrit Willem Kastein (Zutphen, 25 juni 1910 - Den Haag, 19 februari 1943) was een Nederlandse communist, neuroloog en verzetsstrijder en -leider tijdens de Tweede Wereldoorlog.

## Vooroorlogse periode
Gerrit Willem Kastein werd geboren in Zutphen als oudste zoon van Albertus Gerhardus Kastein en Gerdina Leurink. Hij studeerde medicijnen in Groningen, Heidelberg en Leiden en werd neuroloog. In 1937 promoveerde hij op het proefschrift Eine Kritik der Ganzheitstheorien. Kastein was getrouwd met de Duitse Elisabeth Sachse. Het echtpaar had twee kinderen. In de jaren dertig werd Kastein een overtuigd communist, die ook vaak lezingen gaf. Om die reden werd hij in de gaten gehouden door de Nederlandse autoriteiten. Tijdens de Spaanse Burgeroorlog ging hij als arts mee met een ambulanceteam om hulp te verlenen. Hij verleende toen ook medische assistentie aan de Haagse communist Arie Kloostra, die hij later tijdens het gewapende verzet weer zou ontmoeten. Hij richtte zich tegen het racisme en schreef daarover een boekje.

## Tweede Wereldoorlog
Tijdens de Tweede Wereldoorlog werd Kastein meteen na de Nederlandse capitulatie actief in het verzet. Hij was op 17 mei 1940 aanwezig bij de oprichtingsvergadering, ten huize van Toon van der Kroft, van de Haagse afdeling van de illegale CPN. Bij die vergadering werd de Vonk-groep opgericht. Ook behoorde hij tot de initiatiefnemers tot het Medisch Verzet. De eerste arrestatiepoging van Kastein was op 2 september 1941, maar Kastein werd tijdig gewaarschuwd en dook onder. Later in de oorlog had hij de leiding over de verzetsgroep CS-6. Tot deze groep, genoemd naar het adres Corellistraat 6 waar twee leden (de broers Boissevain) woonden, behoorden onder anderen Truus van Lier, Jan Verleun, Pam Pooters, Reina Prinsen Geerligs, Leo Frijda, Hans Katan, Sape Kuiper, Walter Brandligt, de broers Jan Karel Boissevain en Gideon Willem Boissevain en hun achterneef Louis Boissevain.
Kastein werkte ook nauw met niet-communistische verzetsgroepen samen. Hij had foto's van Duitse verdedigingsstellingen langs de Nederlandse kust via zulke verzetsgroepen en een schip naar Göteborg naar de Nederlandse regering in Londen willen laten brengen. De door die verzetsgroepen beoogde koerier bleek echter de V-Mann Anton van der Waals te zijn, die het filmrolletje in Duitse handen speelde. Via een aantal tussenpersonen, met als laatste Kees Dutilh, wist Van der Waals met Kastein in contact te komen.
Op 5 februari 1943 was Kastein samen met Jan Verleun betrokken bij een moordaanslag op luitenant-generaal Hendrik Seijffardt, die een dag later aan de gevolgen overleed. Bij de rechtszaak tegen Verleun, verklaarde deze dat hij door Kastein werd vergezeld, andere bronnen stellen echter dat Leo Frijda bij de aanslag aanwezig was en dat Kastein alleen bij de voorbereiding betrokken was. Seijffardt stond op de nominatie om de nieuwe Minister van Oorlog te worden en was daarom een interessant doelwit voor het verzet. Opvallend is dat de woning van Seijffardt in de Van Neckstraat 36 op 200 meter van de woning van Kastein in de Van der Aastraat 14 lag. Op 7 februari 1943 pleegde Kastein opnieuw een moordaanslag, ditmaal op de NSB'er H. Reydon, waarbij zijn vrouw werd doodgeschoten en Reydon zelf nog een halfjaar in leven bleef.
Op 19 februari 1943 zou Kastein in Delft in café De Kroon een ontmoeting hebben met de communistische verzetsman Piet Wapperom. Ze zouden spreken over een plan om alle arbeidsbureaus in Nederland tegelijkertijd in brand te steken, om zo de uitzending van Nederlandse mannen naar Duitsland te dwarsbomen. Wapperom was echter al in Utrecht gearresteerd door de Rotterdamse Sicherheitsdienst. Bij fouillering was in een notitieboekje een aantekening van de ontmoeting gevonden.
De Rotterdamse Sicherheitsdienst (SD) zette Wapperom neer met een bezemsteel in zijn broekspijpen, zodat hij niet kon weghollen, als lokaas in het café. Precies op tijd om 10 uur 's morgens kwam Kastein binnen en werd meteen gegrepen en afgevoerd naar een buiten staande auto met valse nummerplaten. In de auto wachtte Ernst Knorr van de Haagse Sicherheitsdienst. In de auto geplaatst ontstond een worsteling, waarbij Kastein een pistool uit zijn jaszak wist te trekken en te schieten, waarbij hij Knorr tamelijk ernstig verwondde. Toen de auto wegreed bleef er een plasje bloed op straat achter. Bij fouillering vond de SD een notitieboekje met een opgeschreven ontmoeting met de communistische verzetsman Lucas Spoor later op de dag. Op het Binnenhof aangekomen verklaarde Kastein zich bereid om mee te werken om naar die ontmoeting te gaan. De ontmoeting was in het in Voorburg gelegen koffiehuis bij het Haagse station Laan van Nieuw Oost Indië.
Daar stapte de SD'er Johannes Hoffman uit en liep naar het koffiehuis dat tien meter van de weg af lag. Kastein, die met zijn handen geboeid was, zag kans een pistool van tussen zijn benen te pakken en schoot in de wagen de SD'er Martin Kohlen in het been, sprong uit de auto en holde weg, maar hij werd snel achterhaald. Hij werd in de auto geplaatst en toen die wegreed, stormden vier gewapende mannen uit het café. De auto reed naar het Binnenhof, waar Kastein moest uitstappen. Hij wist opnieuw een pistool van zijn onderbuik te trekken en schoot zichzelf in de borst, maar het wapen ketste. Kastein werd naar de verhoorkamer op de tweede verdieping in de uitbouw boven de ingang van Binnenhof 7 gebracht en aan een stoel vastgebonden. De SD'ers verwijderden zich voor overleg, terwijl een SD'er achterbleef. Kastein sprong onverwacht op en dook - volgens een versie van het verhaal met stoel en al - door het gesloten raam aan de noordzijde. Hij liep een schedelbasisfractuur op en overleed enkele uren later. Een collega van Kastein uit een ander ziekenhuis en de vrouw van nog een andere collega, die naar haar gearresteerde echtgenoot navraag kwamen doen, waren getuigen van de val van Kastein.
Het is niet waarschijnlijk dat hij met stoel en al uit het raam gesprongen is. Uit het door Buck Goudriaan geschreven boek "Verzetsman Gerrit Kastein" blijkt dat de ontsnappingspoging van Kastein voor de Befehlshaber van de SiPo/SD W. Harster juist reden was om de regels aan te scherpen. Hij citeert de getuigenis voor de enquêtecommissie Regeringsbeleid 1940-1945 van Schreieder: 'In februari 1943 is dr. Kastein gevangengenomen. Dr. Kastein is direct na zijn gevangenneming gebonden, dus geboeid, op een kamer op Binnenhof 7 gekomen en had daarbij een ambtenaar als bewaking. Ofschoon hij geboeid was, is hij met een duik door het gesloten raam op de binnenplaats gesprongen. Dat was de aanleiding voor het volgende besluit van de Befehlshaber: In het vervolg moet, zolang de ambtenaar de gevangene niet precies kent en hij vrezen moet, dat hij uit het raam springt, hij hem op een stoel zodanig met één hand aan de stoel vastbinden, dat hij niet uit het raam kan springen'.
De gebeurtenissen bij het koffiehuis zijn na de oorlog verteld door Anton van der Waals, die een ontmoeting met Kastein zou hebben. Hij zat al in het café te wachten. Vermoedelijk had Kastein vier gewapende mannen in het café geplaatst omdat hij in Anton de veelgezochte verrader Toni de Wilde had herkend, tegen wie in verzetskringen werd gewaarschuwd. Kastein was via de verzetsman Kees Dutilh met Van der Waals in contact gekomen. Kastein wilde hem waarschijnlijk liquideren. Van der Waals vertelde ook hoe hij aan Kastein had uitgelegd hoe hij een pistool op zijn lichaam kon verbergen, zodat het bij fouillering niet gevonden zou worden.
Het tweede pistool van Kastein was afkomstig van de SD. Nadat schietproeven waren genomen had Van der Waals het bij een eerdere ontmoeting aan Kastein overhandigd, omdat Kastein een wapen voor een liquidatie nodig had. Kastein had het gebruikt bij de aanslag op Reydon.

## Oorlogsheld

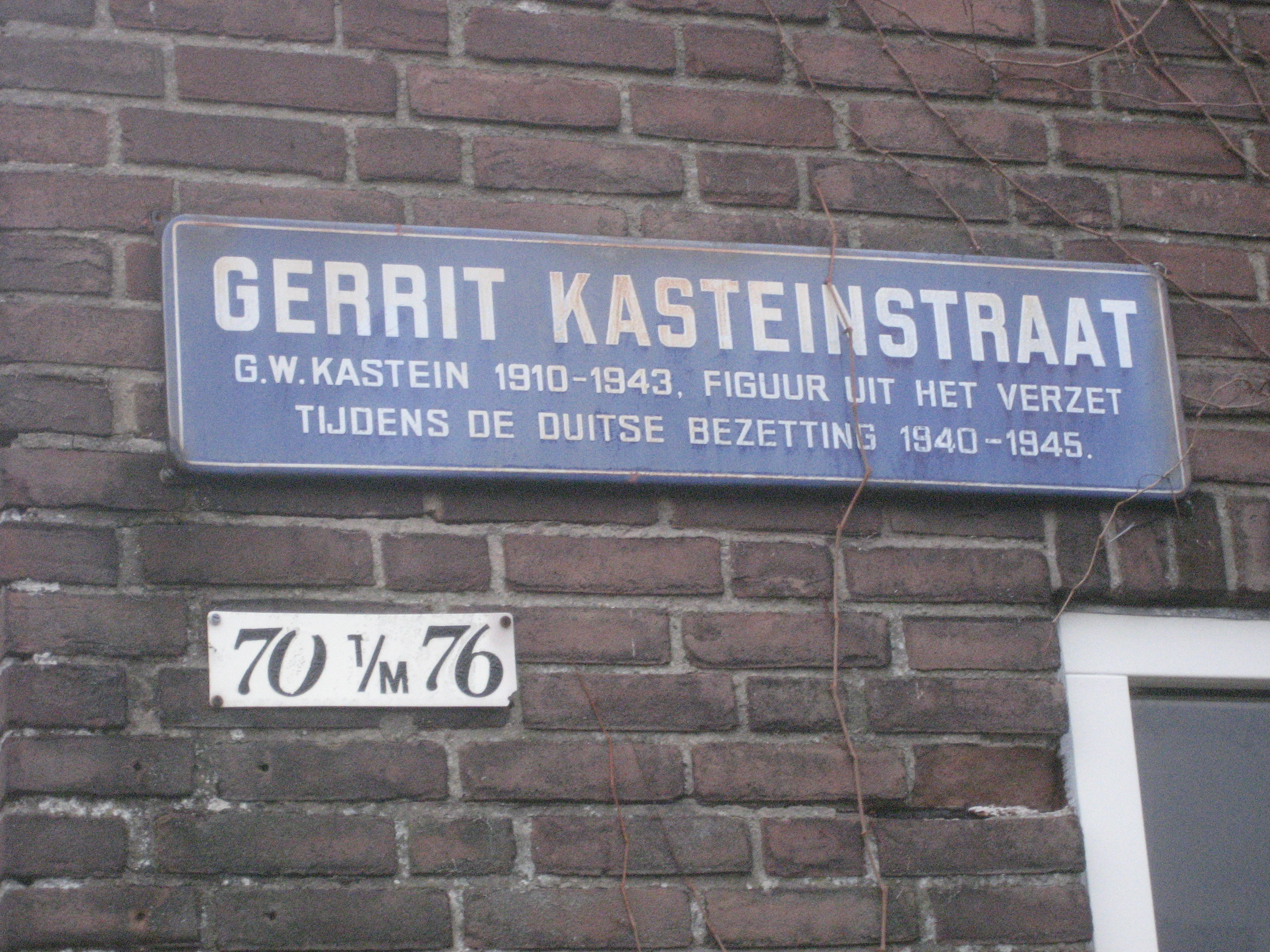
Straatbord in Leiden

Gerrit Willem Kastein werd postuum onderscheiden met het verzetskruis 1940-1945. Met Lou Jansen en Hannie Schaft vormde Kastein de drie communisten die met het verzetskruis werden onderscheiden. Naar Kastein werd een weg in Den Haag en een straat in Leiden en in Hoogvliet genoemd. Hij ligt begraven op het ereveld Loenen.
Op 20 juni 2017 werd het kamertje op het Binnenhof, waar hij gevangen gehouden werd en uit het raam gesprongen is, naar hem vernoemd op aandringen van Menno de Bruyne, fractievoorlichter van de SGP in de Tweede Kamer. De onthulling van een plaquette die de 'Kastein-kamer' aanduidt werd bijgewoond door de nazaten van Kastein; het kamertje behoort tegenwoordig tot de burelen van de SGP.

## Publicatie
- Buck Goudriaan: Verzetsman Gerrit Kastein, 1910-1943. 'Een communistische intellectueel van een vreeswekkende koelbloedigheid' . Leiden, De Nieuwe Vaart, 2010. ISBN 978-90-8027175-3